# 荘内日報
荘内日報（しょうないにっぽう）は、株式会社荘内日報社が発行している、山形県庄内地方を対象地域とする日刊新聞。夕刊紙で発行体の荘内日報社は、日本新聞協会、全国郷土紙連合加盟社。
1946年1月14日に「荘内自由新聞」（当時は週刊）として創刊。1949年10月に「荘内日報」に改題。

## 概要
庄内地方では戦前まで数多くの新聞が発行され、県内でも新聞が盛んなところといわれていた時期もあったが、戦時下の新聞統制によって、山形新聞に統合されたため、地元紙はすべて廃刊となった。
戦後1946年1月、荘内日報の前身である荘内自由新聞が創刊され、1949年に同紙は荘内日報に改題。さらに新聞発行を個人から法人の発行に移行した。当初はタブロイド判による週刊での発行であったが、その後、ブランケット判による日刊での発行となる。
荘内日報の特色として翌日付けの朝刊を前日の夕方に配達するシステムが挙げられる。これは「その日のニュースを夕飯の食卓へ」をモットーとしているためで、発行部数の7割が夕方に配られている。

## 事業所
- 本社：山形県鶴岡市馬場町8-29
- 酒田支社：山形県酒田市二番町6-2
- 山形支局：山形県山形市桜田東一丁目13-7
- 東京支局：千葉県松戸市新松戸7-222

## 番組表

### 最終面
- NHK総合テレビ
- NHK教育テレビ
- テレビユー山形
- 山形放送テレビ
- 山形テレビ
- さくらんぼテレビ

### 中面
- 新潟放送テレビ
- テレビ新潟
- NST
- UX新潟テレビ21
- 酒田FM
- 衛星放送
  - NHK BS1
  - BSプレミアム
- ラジオ番組
  - NHK・FM
  - FM山形
  - NHK第1
  - NHK第2
  - 山形放送